# Iodopepla ualbum
Iodopepla ualbum är en fjärilsart som beskrevs av Achille Guenée 1852. Iodopepla ualbum ingår i släktet Iodopepla och familjen nattflyn. Inga underarter finns listade i Catalogue of Life.